# Марков, Сергей Платонович
Сергей Платонович Марков (15 (27) июля 1855, Саратов—не ранее 1916 г., Москва) — генерал-майор, 2-й старший штаб-офицер, временно исполнял обязанности командира 3-го гренадерского Перновского короля Фридриха Вильгельма IV полка, участник Русско-турецкой войны 1877—1878 гг., находился в составе войск Манчжурской армии, действовавшей против Японии в 1904—1905 гг., ктитор Плевенской часовни в Москве.

## Биография
Из потомственных дворян Саратовской губернии. Отец — Платон Никифорович Марков, губернский секретарь, мать — Надежда Никитична. Оба православного вероисповедания. Образование: общее — во 2-й Московской военной гимназии, военное — окончил курс по 2-му разряду в 3-м военном Александровском училище, в которое поступил юнкером 9.08.1873 г. По окончании курса наук 4.08.1875 г. произведен в прапорщики во 2-й гренадерский Ростовский полк, один из старейших в России. Назначен исполняющим олжность заведующего оружием полка 25.08.1877 г. Произведен в подпоручики 16.11.1877 г. Приказом по дивизии утвержден в должности заведующего оружием в полку 12.12.1877 г. Произведен в поручики 8.02.1879 г. Назначен заведующим полковой учебной командой 3.08.1881 г. Назначен на лагерное время жалонерным офицером с 31.05.1882 г. по 31.08.1882 г. Находился в составе войск, собранных в Москве и «ея окрестностях» по случаю коронования их императорских величеств Александра III и Марии Фёдоровны с 2.05.1883 г. по 24.06.1883 г. Командирован в штаб 1-й гренадерской дивизии для письменных занятий с 16.05.1885 г. по 11.07.1885 г. Произведен в штабс-капитаны 10.07.1885 г. Назначен командиром 8-й роты 29.07.1885 г. Назначен членом полкового суда с 29.09.1885 г. по 10.07.1886 г. Приказом по войскам 1-й гренадерской дивизии прикомандирован к 3-му военному Александровскому училищу на должность репетитора 5.12.1888 г. Назначен младшим офицером училища 7.09.1890 г. Утвержден в должности капитана училища 31 мая 1892 г. Переведен в лейб-гвардии егерский полк штабс-капитаном с оставлением настоящей должности 2.12.1892 г. Со старшинством 31 мая 1893 г. Находился в составе войск, собранных в Москве и «ея окрестностях» по случаю коронования их императорских величеств Николая II и Александры Фёдоровны с 6.05.1896 г. по 26.05.1896 г. Произведен в капитаны 6.12.1897 г. Высочайшим приказом от 23.06.1898 г. «переименован в подполковники с переводом в 3-й гренадерский Перновский короля Фридриха Вильгельма IV полк» 22.06.1898 г. Назначен членом полкового суда 11.05.1899 г. Назначен командующим 3-м батальоном 14.12.1899 г. Назначен для исполнения обязанностей временного члена Московского окружного суда с 8.02.1900 г. по 1.07.1900 г. Находился в командировке в г. Можайск, исполняя должность уездного воинского начальника с 4.08.1902 г. по 17.11.1902 г. Назначен членом комиссии по заведованию офицерским заемным капиталом с 12.11.1903 г. по 6.09.1904 г. Сдал командование 3-м батальоном в связи с переводом на Дальний Восток 11.09.1904 г. Командирован на Дальний Восток в резерв Маньчжурской армии 10.09.1904 г. Высочайшим приказом от 21.11.1904 г. переведен на службу в 10 пехотный Новоингерманландский полк, исключен из списков 3-го гренадерского Перновского полка 21.11.1904 г. Прибыл в полк 12.10.1904 г. Назначен председателем полкового суда с 12.11.1904 по 24.04.1905 г. Назначен временным командующим 1-м батальоном с 12.10.1904 г. по 17.02.1905 г. Эвакуирован в Москву для лечения болезни 26.04.1905 г. За отличие в делах против японцев произведен в полковники 6.06.1905 г. Высочайшим приказом от 25.09.1905 г. переведен в 3-й гренадерский Перновский полк 25.09.1905 г. Принял командование 3-м батальоном 22.10.1905 г. Назначен временным командующим полком с 23.02.1906 г. по 27.02.1906 г., с 2.09.1906 г. по 15.09.1906 г., с 8.11.1906 г. по 28.11.1906 г., с 28.04.1907 г. по 12.05.1907 г., с 5.07.1907 г. по 9.07.1907 г., с 31.05.1908 г. по 3.06.1908 г. Назначен временно исполняющим обязанности ктитора Плевенской часовни с 2.07.1908 г. по 24.07.1908 г. Временно исполнял обязанности председателя полкового суда с 2.07.1908 г. по 5.09.1908 г. Назначен временным командующим полком с 1.08.1908 г. по 10.08.1908 г., с 13.08.1908 г. по 5.09.1908 г. Исполнял должность ктитора Плевенской часовни с 24.07.1908 г. по 5.09.1908 г. Временным командующим полком был с 26.03.1909 г. по 2.04.1909 г., с 22.12.1909 г. по 28.12.1909 г., с 13.02.1910 г. по 20.02.1910 г., с 17.04.1910 г. по 21.04.1910 г., с 27.04.1910 г. по 7.05.1910 г., с 3.06.1910 г. по 10.06.1910 г., с 7.07.1910 г. по 15.07.1910 г. Сдал командование 3-м батальоном 23.07.1910 г. Назначен вторым штаб-офицером 23.07.1910 г. Назначен временным командующим полком с 6.10.1910 г. по 23.10.1910 г., с 15.11.1910 г. Уволен от службы с должности 2-го старшего штаб-офицера 3-го гренадерского Перновского полка 28.12.1910 г. с производством в генерал-майоры и награждением мундиром и пенсией 2150 руб. в год: из государственного казначейства по 860 руб. в год, из эмеритальной кассы по 1290 руб. в год.

Проживал в Москве по адресам:

- ул. Знаменка, здание Александровского военного училища. 1895 г.;
- Малый знаменский пер., д. 7/10 «Шталмейстерский дом». Собственный дом (бывш. дом Е. Е. Мухина). 1899 г.;
- Полуэктовский пер., д. 5 (дом Снегирёвой). 1900 г.;
- Спиридоньевский пер., д.11 (дом Хоткевич). 1916 г.

## Участие в боевых действиях
Был в походе с полком в составе Кавказской армии с 13.08.1877 г. по 1878 г.

В это время участвовал в сражении 20—21 сентября 1877 г. при большой Ягне и с. Хаджи-Вали в отряде генерал-лейтенанта Геймана, в колонне генерал-майора Соловьева; в сражении 22—23 сентября 1877 г. на позиции при Кибах Тапа; 3 октября 1877 г. в сражении при горе Авлиаре и Аладжинских высотах в отряде генерал-лейтенанта Геймана; в штурме крепости Карс в ночь с 5 на 6 ноября 1877 г. в отряде генерал-лейтенанта Роопа, в колонне генерал-майора Комарова. Ранен и контужен не был. С 12.10.1904 г. по 26.04.1905 г. находился в составе войск Маньчжурской армии, действовавшей против Японии.

## Награды (в хронологическом порядке)
- 20.06.1878 г. — Орден Святой Анны IV степени с надписью «за храбрость». За участие в Русско-турецкой войне 1877—1878 гг..
- 1881 г. — Серебряная медаль «В память русско-турецкой войны 1877—1878».
- 17.09.1881 г. — На состязательной стрельбе, произведенной в 1881 г., получил обыкновенный офицерский приз.
- 3.03.1882 г. — Орден Святого Станислава III степени.
- 4.05.1884 г. — Темно-бронзовая медаль в память коронования их императорских величеств 15 мая 1883 г.
- 30.08.1890 г. — Орден Святой Анны III степени.
- 30.08.1893 г. — Орден Святого Станислава II степени.
- 11.11.1893 г. — На состязательной стрельбе, произведенной в 1893 г., получил обыкновенный офицерский приз.
- 26.02.1896 г. — Серебряная медаль на Александровской ленте в память царствования императора Александра III.
- 14.05.1896 г. — Орден Святой Анны II степени.
- 26.05.1896 г. — Серебряная медаль на Андреевской ленте в память коронования их императорских величеств государя императора Николая Александровича и государыни императрицы Александры Федоровны.
- 25.07.1900 г. — Награждён за хорошую стрельбу в цель обыкновенным призом в размере 74 руб.
- 7.12.1901 г. — Орден Святого Владимира IV степени с бантом. За 25-летнюю беспорочную службу в офицерских чинах.
- .10.1906 г. — Светло-бронзовая медаль на ленте, составленной из Александровской и Георгиевской, в память Русско-Японской войны 1904—1905 гг.

## Семья
С 1898 г. женат на вдове гвардии подпоручика Ефрема Ефремовича Мухина (сына знаменитого русского врача Е. О. Мухина) Наталье Васильевне Мухиной, урожденной Никольской (5 (17) августа 1867, Калуга—6.02.1939, Москва, Б. Патриарший пер., д. 12, кв. 14.). У них дети от первого брака его жены: Георгий Ефремович Мухин (1885—1971), Наталья Ефремовна Мухина (1886—?) и Екатерина Ефремовна Мухина (1887—?). Все православного вероисповедания.

12 (25) апреля 1911 г. был восприемником при крещении Марины Георгиевны Мухиной (28 марта (10 апреля) 1911, Ростов Великий—19.08.1988, Москва, Суворовский бульвар, д.7б, кв.2), дочери Георгия Ефремовича Мухина.